# Erdgas Südwest
Die Erdgas Südwest ist ein Energiedienstleister mit Sitz in Ettlingen und Munderkingen. Sie versorgt Privat- und Geschäftskundinnen und -kunden in den Regionen Nordbaden und Oberschwaben. 

## Geschichte und Struktur
Am 1. Januar 2004 wurde die Erdgas Südwest GmbH durch den Zusammenschluss der EVS-Gasversorgung Süd GmbH und der Badenwerk Gas GmbH gegründet. Gesellschafter sind die EnBW Energie Baden-Württemberg AG mit 79 % und die OEW Energie-Beteiligungs GmbH mit 21 % Kapitalanteil.
Aufgrund der Liberalisierung der Energiemärkte und der Vorgaben des Energiewirtschaftsgesetzes wurde die Erdgas Südwest Netz GmbH 2007 zum eigenständigen Netzbetreiber ausgegliedert, der 2014 zur Netze-Gesellschaft Südwest mbH umfirmierte. Die Erdgas Südwest hält außerdem Anteile an: NatürlichEnergie EMH GmbH (100 %), Erdgas Südwest Service GmbH (100 %), Erdgas Südwest Bio-LNG GmbH (100 %), AutenSys GmbH (65 %), Gasnetzgesellschaft Laupheim GmbH & Co. KG (50,1 %), Regionah Energie GmbH (50 %), Stadtwerke Eppingen GmbH & Co. KG (28 %) und Gasversorgung Pforzheim Land GmbH (7,6 %).

## Unternehmen
Das Unternehmen hat rund 52.000 Kundinnen und Kunden, insbesondere im ländlichen Raum von Baden-Württemberg, die es mit Energie in Form von erneuerbarem Strom, Erdgas, Biomethan und Wärme beliefert. Darüber hinaus bietet es Energielösungen wie Photovoltaik auf Dächern, Parkplätzen, Freiflächen und Gewässern, Wärmepumpen sowie Energiespeicher an. 2008 ging die erste Biogasaufbereitungs- und Einspeiseanlage in Laupheim in Betrieb. Dort wird Biogas auf Erdgasqualität veredelt und in das öffentliche Gasnetz eingespeist. 2011 und 2012 folgten weitere Anlagen. 2016 nahm die Erdgas Südwest die größte Photovoltaikanlage im Landkreis Karlsruhe auf einem alten Deponiegelände in Malsch in Betrieb. Im September 2024 wurde nahe der Autobahn A5 der Solarpark Ötigheim mit einer Gesamtleistung von 4,1 MW eröffnet. Es war das erste Projekt des Unternehmens mit einer Wertschöpfungskette außerhalb Chinas. Neben PV-Anlagen an Land baute die Erdgas Südwest auch das Floating-PV-Geschäft aus. So gewann sie bereits 2019 mit ihrem bis dato größten schwimmenden Sonnenkraftwerk in Renchen den dritten Platz in der Kategorie „Energieeffizienz“ des Umwelttechnikpreises Baden-Württemberg. Seit 2020 und 2021 sind die beiden Floating-PV im rheinland-pfälzischen Leimersheim am öffentlichen Stromnetz. 
Die Erdgas Südwest fördert lokale Organisationen, Vereine und Veranstaltungen in den Bereichen Sport, Kultur, Kunst, Bildung und soziales Leben, u. a. als Sponsor des Basketballvereins Team Ehingen Urspring oder der Volksschauspiele Ötigheim. Darüber hinaus setzt sich das Unternehmen seit 2014 mit der Initiative „ProNatur“ und regionalen Partnerinnen und Partnern in zahlreichen Projekten für Biodiversität und Umweltbildung vor Ort ein. Seitdem bietet die Erdgas Südwest auch Stellen für ein Freiwilliges Ökologisches Jahr (FÖJ) an.